# Культурная революция в СССР

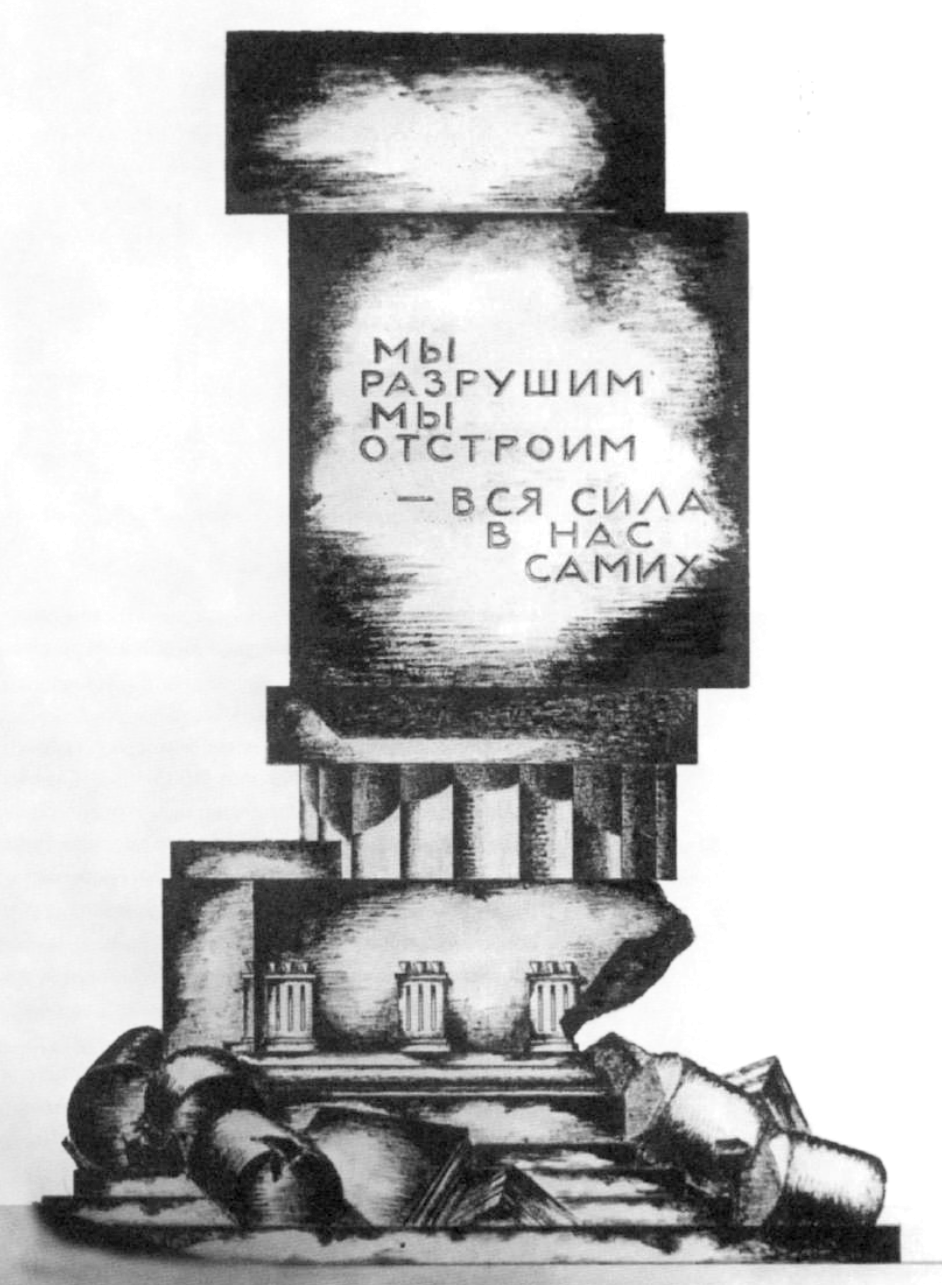
И. А. Фомин. Эскиз Монумента Революции в Москве «Мы разрушим, мы отстроим, вся сила — в нас самих»

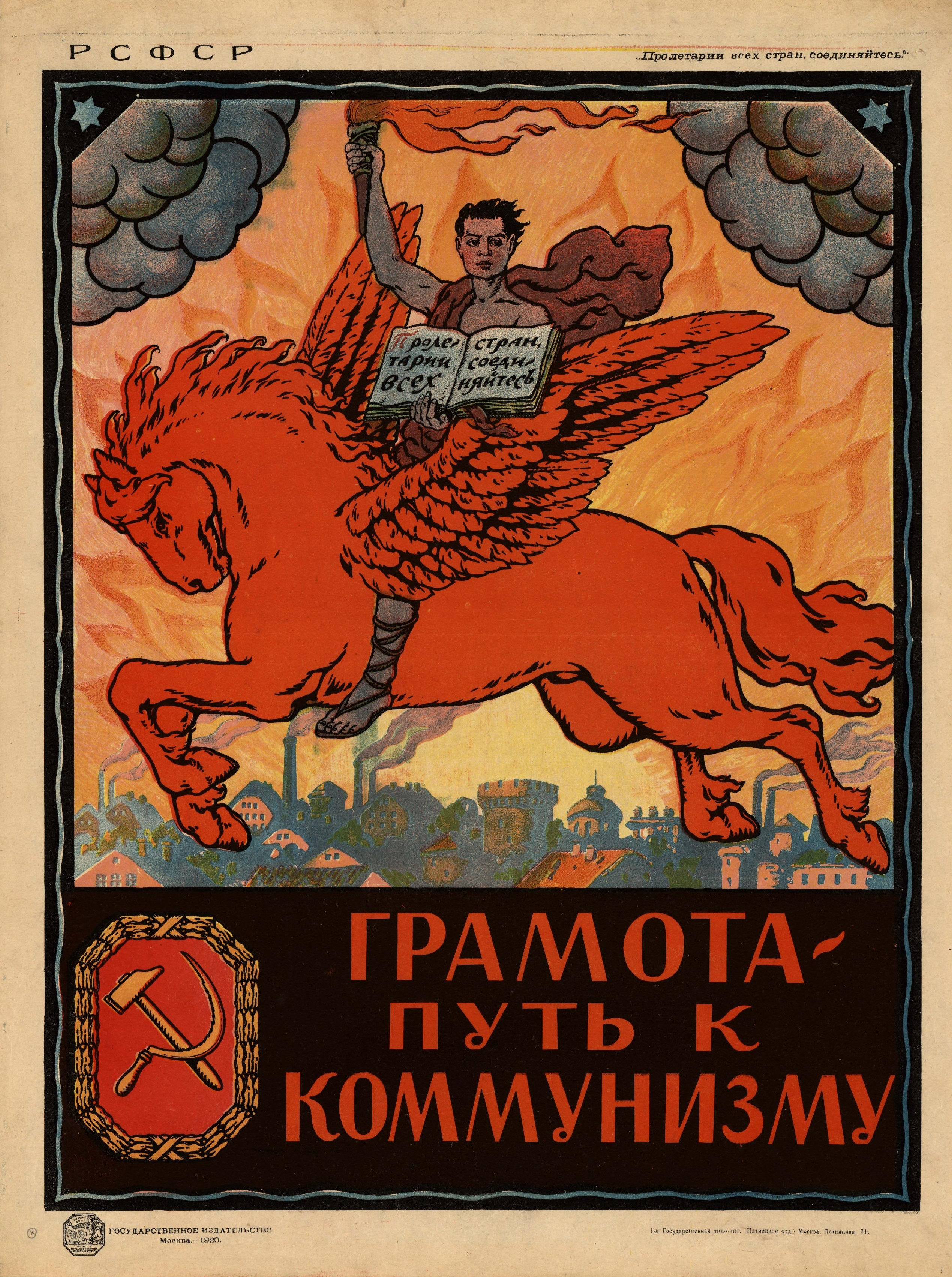
Советский плакат времён культурной революции, посвященный ликвидации безграмотности

Культу́рная револю́ция — комплекс мероприятий, осуществлённых в Советской России и СССР, направленных на коренную перестройку культурной и идеологической жизни общества. Целью было формирование нового типа культуры как часть строительства социалистического общества, в том числе увеличение доли выходцев из пролетарских классов в социальном составе интеллигенции.
Культурная революция в СССР как целенаправленная программа по трансформации в интернациональную культуру на практике зачастую буксовала и была массированно реализована лишь в годы первых пятилеток. В результате, в современной историографии существует традиционное, но, по мнению ряда историков, не вполне корректное, а потому зачастую оспариваемое соотнесение культурной революции в СССР лишь с периодом 1928—1931. Культурная революция в 1930-е годы понималась как часть больших преобразований общества и народного хозяйства, наряду с индустриализацией и коллективизацией. Также, в ходе культурной революции значительной перестройке и реорганизации подверглась и организация научной деятельности в Советском Союзе.

## Этимология
Термин «культурная революция» в России появился в «Манифесте анархизма» братьев Гординых в мае 1917 года, а в советский политический язык введён В. И. Лениным в 1923 году в работе «О кооперации»:

Нам наши противники не раз говорили, что мы предпринимаем безрассудное дело насаждения социализма в недостаточно культурной стране. Но они ошиблись в том, что мы начали не с того конца, как полагалось по теории (всяких педантов), и что у нас политический и социальный переворот оказался предшественником тому культурному перевороту, той культурной революции, перед лицом которой мы всё-таки теперь стоим. Для нас достаточно теперь этой культурной революции для того, чтобы оказаться вполне социалистической страной, но для нас эта культурная революция представляет неимоверные трудности и чисто культурного свойства (ибо мы безграмотны), и свойства материального (ибо для того, чтобы быть культурными, нужно известное развитие материальных средств производства, нужна известная материальная база).— Полн. собр. соч., 5 изд., т. 45, с. 376—377.

## Культурная революция в первые годы советской власти
Культурная революция как изменение идеологии общества была начата вскоре после Октябрьской революции. 23 января 1918 года появился декрет об отделении церкви от государства и школы от церкви. Из системы образования были удалены предметы, связанные с религиозным образованием (богословие, древнегреческий язык). Главной задачей культурной революции было внедрение в личные убеждения советских граждан принципов марксистско-ленинской идеологии.
В СССР создание «нового человека» являлось одной из главных задач, средством которой послужило создание новой культуры, а важнейшей составляющей которой была физическая культура, в результате чего 11 марта 1931 года была выработана программа «Готов к труду и обороне СССР».
Для реализации программы в первые месяцы советской власти была создана сеть органов партийно-государственного управления культурной жизнью общества: Агитпроп (отдел ЦК ВКП(б)), Главполитпросвет, Наркомпрос, Главлит. Подверглись национализации учреждения культуры: издательства, музеи, кинофабрики; была отменена свобода печати. В области идеологии была широко развёрнута атеистическая пропаганда, начались гонения на религию, в храмах устраивались клубы, склады, производства, вводилась жёсткая цензура.

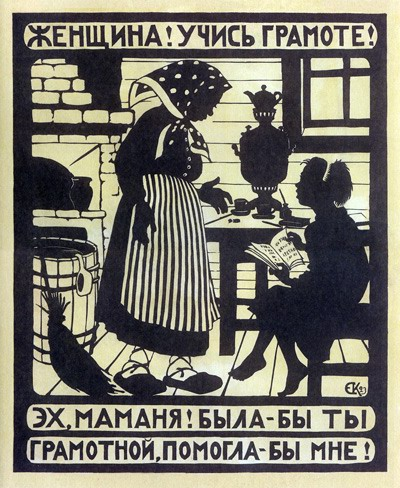
Плакат Елизаветы Кругликовой, 1923 год

Большая часть населения не имела образования, так, из результатов переписи населения 1920 года следовало, что на территории Советской России умело читать 41,7 % населения старше 8 лет. Культурная революция предполагала прежде всего борьбу с безграмотностью, что было необходимо для последующего научно-технического развития. По мнению ряда исследователей, культурная работа намеренно ограничивалась лишь элементарными формами, поскольку советскому режиму нужна была культура исполнительская, но не творческая. Однако темпы ликвидации безграмотности в силу целого ряда причин были неудовлетворительными. Всеобщее начальное образование в СССР де-факто было введено в 1930 году. Массовая безграмотность была ликвидирована после Великой Отечественной войны.
В это время были созданы национальные алфавиты для многих народностей, ранее не имевших своей письменности. Была развёрнута широкая сеть рабочих факультетов для подготовки трудящейся молодёжи к поступлению в ВУЗы, в которые сначала был открыт путь молодёжи пролетарского происхождения независимо от наличия начального образования. В целях воспитания новой интеллектуальной элиты учреждены: Коммунистический университет, Истпарт, Коммунистическая академия, Институт красной профессуры. Для привлечения «старых» научных кадров создавались комиссии по улучшению быта учёных, издавались соответствующие декреты.
Вместе с тем принимались репрессивные меры по устранению интеллектуальных политических противников, так, более 200 видных представителей российской науки и культуры были высланы из страны «философским пароходом». С конца 1920-х годов проводилось «вытеснение» буржуазных специалистов: «Академическое дело», «Шахтинское дело», «Дело Промпартии». С 1929 года начали свою деятельность «шарашки» — организованные органами внутренних дел особые технические бюро из заключённых для проведения важных научно-исследовательских и конструкторских работ.
В 1920-е годы в советских общественных и партийных организациях шли дискуссии о методах и направлении культурной революции. Например, летом 1923 года кампанию по обсуждению «вопросов быта» инициировал Л. Троцкий, выступивший в печати с циклом статей, опубликованных в одноимённой брошюре (выдержала 3 издания).

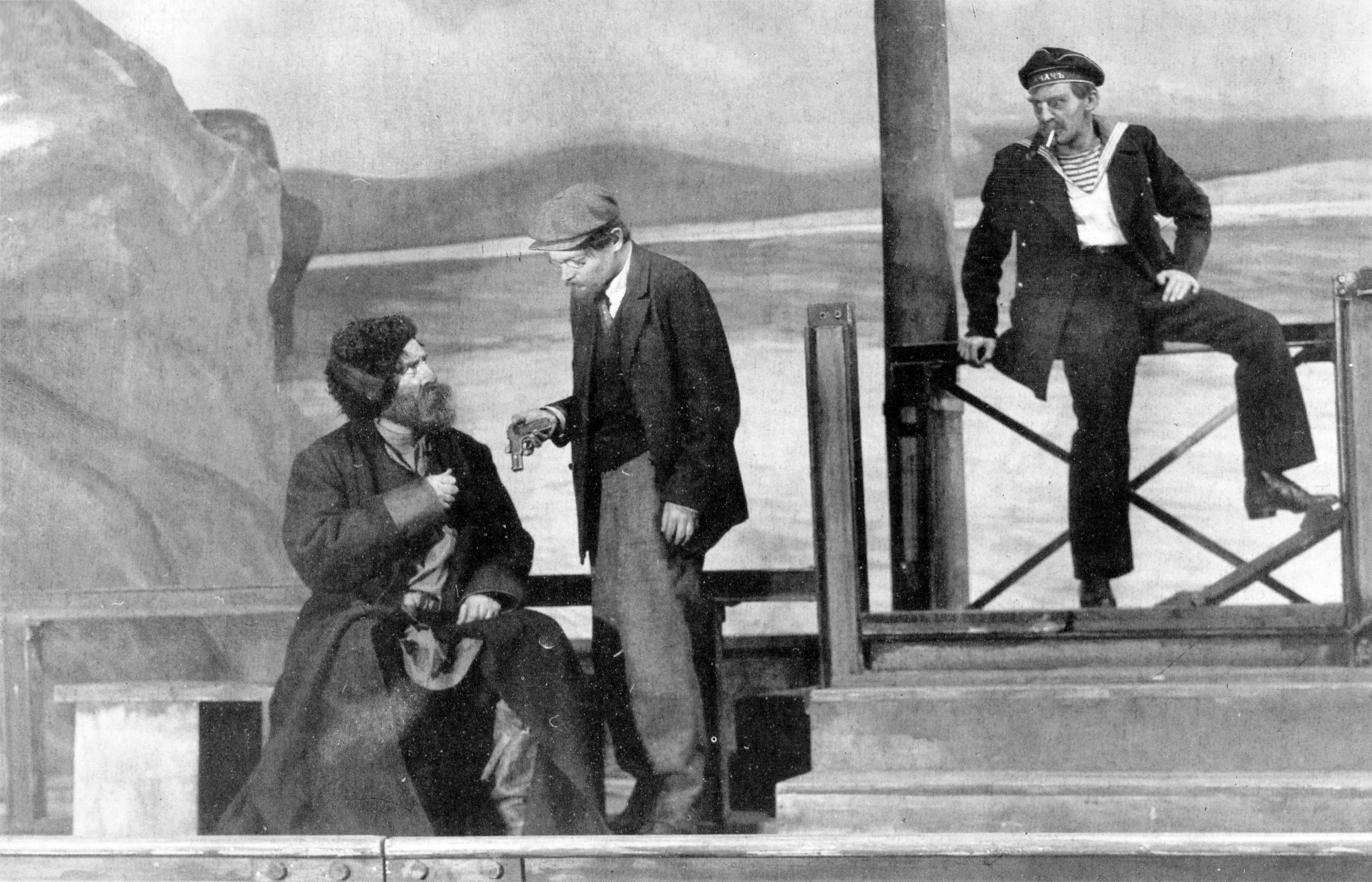
Спектакль в МХАТ по пьесе Всеволода Иванова «Бронепоезд 14-69», ноябрь 1927 года. В центре — актёр Николай Хмелёв.

Идеологическая гегемония в проведении культурной революции всегда оставалась за партией. Большую роль в выполнении задач партии по проведению культурной революции играл комсомол.

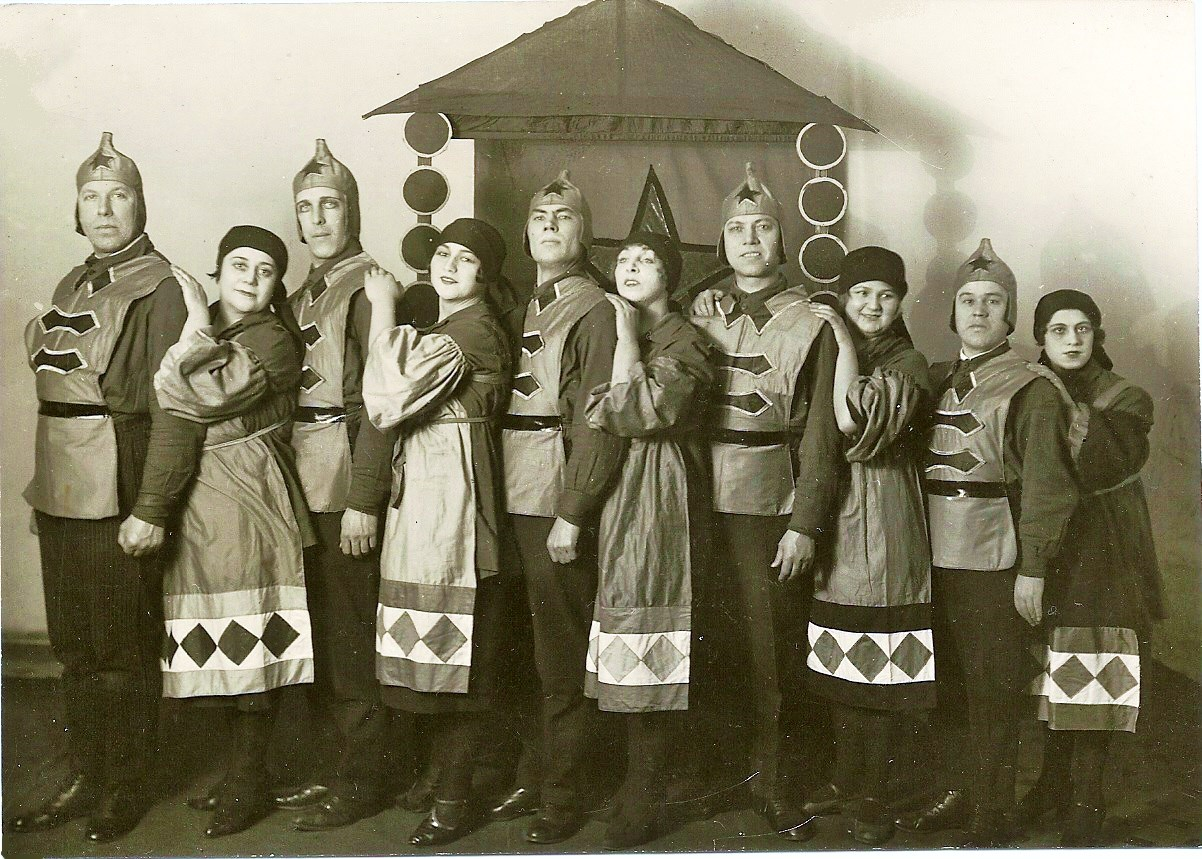
Эстрадная группа театра «Синяя блуза», 1928 год. Вторая слева — руководитель группы Ксения Квитницкая

Революция открыла широкую дорогу «новой» культуре, зародившейся ещё в 1910-х годах. Революционные идеи находили отклик у футуристов и приверженцев других направлений авангардизма. Созданный в 1922 году ЛЕФ стремился к созданию социально полезного искусства.
Вначале власти мало вмешивались в дела литературы и искусства. Но со 2-й половины 1920-х годов от деятелей культуры уже требовалась поддержка «генеральной линии партии»; были созданы Российская ассоциация пролетарских писателей, Российская ассоциация пролетарских музыкантов, Российская ассоциация пролетарских художников. В 1932 году различные литературно-художественные объединения были распущены и вместо них были созданы отраслевые творческие союзы, а в качестве единственно допустимого направления был провозглашён «социалистический реализм».

## Роль женщин
В деле построения социализма и проведения «культурной революции» женщины рассматривались как серьёзный кадровый резерв. Активно обсуждался так называемый «женский вопрос», проблемы пола, брака, семьи, положения женщины в обществе, женского мировоззрения. Провозглашались лозунги освобождения женщин от «домашнего гнёта» и равенства их с мужчинами. Предоставление женщинам полного политического равноправия с мужчинами существенно отразилось на их положении в обществе. Женщинам предлагались различные общественные должности. Создавались «женотделы» при местных органах РКП (б), которыми руководил Отдел по работе среди женщин ЦК РКП (б). Однако в связи с большей занятостью горожанок в труде на фабриках и заводах остро проявились проблемы, связанные с нехваткой у женщин времени на воспитание детей, ведение домашнего хозяйства.

## Результаты
К успехам культурной революции можно отнести повышение уровня грамотности до 87,4 % населения (по переписи 1939 года), создание обширной системы общеобразовательных школ, значительное развитие науки и искусства.
Вместе с тем была сформирована официальная культура, основанная на марксистско-классовой идеологии, «коммунистическом воспитании», массовости культуры и образования, что было необходимо для формирования большого количества производственных кадров и формирования новой «советской интеллигенции» из рабоче-крестьянской среды.
Согласно одной из точек зрения, в этот период средствами большевистской идеологизации был произведён разрыв с традициями многовекового исторического культурного наследия.
С другой стороны, целый ряд авторов оспаривает это положение и приходит к выводу о том, что традиционные ценности и мировоззрения российской интеллигенции, мещанства и крестьянства были лишь незначительно трансформированы в ходе культурной революции, а большевистский проект создания более совершенного, гармоничного, коллективистского человека нового типа, то есть «нового человека», следует считать в значительной мере проваленным.